# Macrojoppa pulcherrima
Macrojoppa pulcherrima är en stekelart som först beskrevs av William Harris Ashmead 1895.  Macrojoppa pulcherrima ingår i släktet Macrojoppa och familjen brokparasitsteklar. Inga underarter finns listade i Catalogue of Life.